# Kodon
Ett kodon är en följd av tre kvävebaser (en bastriplett) i nukleotiderna i en RNA-molekyl. Kvävebaserna i RNA kan vara en av adenin (A), guanin (G), cytosin (C) eller uracil (U). Varje sådant kodon, till exempel CGA eller AUC översätts till en given aminosyra enligt den genetiska koden vid proteinsyntesen i cellen, med undantag för tre kodon som är stoppkodon och avbryter syntesen.

## Kodontabell
Färgerna anger klass av aminosyra som kodas av respektive kodon enligt nedanstående.
| opolär | polär | basisk | sur | (stoppkodon) |

| 1:a basen | 2:a basen | 2:a basen           | 2:a basen | 2:a basen       | 2:a basen | 2:a basen             | 2:a basen | 2:a basen         | 3:e basen |
| 1:a basen | U         | U                   | C         | C               | A         | A                     | G         | G                 | 3:e basen |
| --------- | --------- | ------------------- | --------- | --------------- | --------- | --------------------- | --------- | ----------------- | --------- |
| U         | UUU       | (Phe/F) Fenylalanin | UCU       | (Ser/S) Serin   | UAU       | (Tyr/Y) Tyrosin       | UGU       | (Cys/C) Cystein   | U         |
| U         | UUC       | (Phe/F) Fenylalanin | UCC       | (Ser/S) Serin   | UAC       | (Tyr/Y) Tyrosin       | UGC       | (Cys/C) Cystein   | C         |
| U         | UUA       | (Leu/L) Leucin      | UCA       | (Ser/S) Serin   | UAA       | Stopp (Ochre)         | UGA       | Stopp (Opal)      | A         |
| U         | UUG       | (Leu/L) Leucin      | UCG       | (Ser/S) Serin   | UAG       | Stopp (Amber)         | UGG       | (Trp/W) Tryptofan | G         |
| C         | CUU       | (Leu/L) Leucin      | CCU       | (Pro/P) Prolin  | CAU       | (His/H) Histidin      | CGU       | (Arg/R) Arginin   | U         |
| C         | CUC       | (Leu/L) Leucin      | CCC       | (Pro/P) Prolin  | CAC       | (His/H) Histidin      | CGC       | (Arg/R) Arginin   | C         |
| C         | CUA       | (Leu/L) Leucin      | CCA       | (Pro/P) Prolin  | CAA       | (Gln/Q) Glutamin      | CGA       | (Arg/R) Arginin   | A         |
| C         | CUG       | (Leu/L) Leucin      | CCG       | (Pro/P) Prolin  | CAG       | (Gln/Q) Glutamin      | CGG       | (Arg/R) Arginin   | G         |
| A         | AUU       | (Ile/I) Isoleucin   | ACU       | (Thr/T) Treonin | AAU       | (Asn/N) Asparagin     | AGU       | (Ser/S) Serin     | U         |
| A         | AUC       | (Ile/I) Isoleucin   | ACC       | (Thr/T) Treonin | AAC       | (Asn/N) Asparagin     | AGC       | (Ser/S) Serin     | C         |
| A         | AUA       | (Ile/I) Isoleucin   | ACA       | (Thr/T) Treonin | AAA       | (Lys/K) Lysin         | AGA       | (Arg/R) Arginin   | A         |
| A         | AUG[A]    | (Met/M) Metionin    | ACG       | (Thr/T) Treonin | AAG       | (Lys/K) Lysin         | AGG       | (Arg/R) Arginin   | G         |
| G         | GUU       | (Val/V) Valin       | GCU       | (Ala/A) Alanin  | GAU       | (Asp/D) Asparaginsyra | GGU       | (Gly/G) Glycin    | U         |
| G         | GUC       | (Val/V) Valin       | GCC       | (Ala/A) Alanin  | GAC       | (Asp/D) Asparaginsyra | GGC       | (Gly/G) Glycin    | C         |
| G         | GUA       | (Val/V) Valin       | GCA       | (Ala/A) Alanin  | GAA       | (Glu/E) Glutaminsyra  | GGA       | (Gly/G) Glycin    | A         |
| G         | GUG       | (Val/V) Valin       | GCG       | (Ala/A) Alanin  | GAG       | (Glu/E) Glutaminsyra  | GGG       | (Gly/G) Glycin    | G         |

A  Kodonet AUG kodar både för metionin och fungerar som initiering. Vid det första AUG-kodonet i ett mRNA:s kodningsregion påbörjas translationen till ett protein.